# Уљез (филм)

## Синопсис
У облику огромног багера индустријализација продире на заостали Космет. Робусне машине разбијају старе и уносе нове, позитивне немире у становништво. 